# El Ksar (délégation)
El Ksar est une délégation tunisienne dépendant du gouvernorat de Gafsa.
En 2004, elle compte 32 186 habitants dont 16 059 hommes et 16 127 femmes répartis dans 6 833 ménages et 7 128 logements.